# یانگزتاون (فلوریدا)
یانگزتاون (به انگلیسی: Youngstown) یک منطقهٔ مسکونی در ایالات متحده آمریکا است که در فلوریدا واقع شده‌است.